# خمیس خشنه
خمیس خشنه (به عربی: خمیس الخشنة) یک شهر در الجزایر است که در استان بومرداس واقع شده‌است. خمیس خشنه ۵۸٬۵۷۳ نفر جمعیت دارد.